# Гранди (округ, Теннесси)
Округ Гранди (англ. Grundy County) располагается в штате Теннесси, США. Официально образован в 1844 году. По состоянию на 2010 год, численность населения составляла 13 703 человека.

## География
По данным Бюро переписи США, общая площадь округа равняется 934,991 км2, из которых 934,991 км2 — суша, и 0,600 км2, или 0,160 % — это водоёмы.

## Население
По данным переписи населения 2000 года в округе проживает 14 332 жителя в составе 5 562 домашних хозяйств и 4054 семьи. Плотность населения составляет 15,00 человек на км2. На территории округа насчитывается 6 282 жилых строений, при плотности застройки около 7,00-ми строений на км2. Расовый состав населения: белые — 98,33 %, афроамериканцы — 0,14 %, коренные американцы (индейцы) — 0,30 %, азиаты — 0,17 %, гавайцы — 0,00 %, представители других рас — 0,35 %, представители двух или более рас — 0,71 %. Испаноязычные составляли 0,98 % населения независимо от расы.
В составе 33,40 % из общего числа домашних хозяйств проживают дети в возрасте до 18 лет, 56,60 % домашних хозяйств представляют собой супружеские пары, проживающие вместе, 12,00 % домашних хозяйств представляют собой одиноких женщин без супруга, 27,10 % домашних хозяйств не имеют отношения к семьям, 24,00 % домашних хозяйств состоят из одного человека, 10,20 % домашних хозяйств состоят из престарелых (65 лет и старше), проживающих в одиночестве. Средний размер домашнего хозяйства составляет 2,54 человека, и средний размер семьи — 3,01 человека.
Возрастной состав округа: 25,10 % — моложе 18 лет, 9,00 % — от 18 до 24, 27,80 % — от 25 до 44, 24,10 % — от 45 до 64, и 24,10 % — от 65 и старше. Средний возраст жителя округа — 37 лет. На каждые 100 женщин приходится 96,70 мужчин. На каждые 100 женщин старше 18 лет приходится 94,30 мужчин.
Средний доход на домохозяйство в округе составлял 22 959 USD, на семью — 27 691 USD. Среднестатистический заработок мужчины был 27 063 USD против 17 447 USD для женщины. Доход на душу населения составлял 12 039 USD. Около 22,60 % семей и 25,80 % общего населения находились ниже черты бедности, в том числе — 31,50 % молодежи (тех, кому ещё не исполнилось 18 лет) и 23,60 % тех, кому было уже больше 65 лет.